# Donald Ray McMonagle
Donald Ray McMonagle (Flint, Michigan, 1952. május 14.–) amerikai mérnök, űrhajós, ezredes.

## Életpálya
1970-ben a Haditengerészeti Akadémián (USAF Academy) szerzett űrhajózási mérnök oklevelet. 1975-ben kapott repülőgép vezetői jogosítványt. Szolgálati repülőgépe az F–4 volt. Egyéves amerikai támaszpont után Dél-Koreában szolgált, majd Új-Mexikóba került. 1981-ben tesztpilóta kiképzésben részesült. 1982-1985 között hadműveleti tisztként szolgált. 1985-ben California State University-Fresno keretében gépészmérnöki diplomát kapott. Több mint 5000 órát töltött a levegőben (repülő/űrrepülő). Repülőgépei T–38, F–4, F–15 Eagle és az F–16 Fighting Falcon volt.
1987. június 5-től a Lyndon B. Johnson Űrközpontban részesült űrhajóskiképzésben. Három űrszolgálata alatt összesen 25 napot, 5 órát és 34 percet (605 óra) töltött a világűrben. Űrhajós pályafutását 1997 júliusában fejezte be, ezt követően a Kennedy Space Center (KSC) integrációs igazgatója. Feladata az űrrepülőgép előkészítése, elindítása, visszatérésének koordinálása. A küldetést irányító csapat vezetője. 2003-ban az University of Michigan Ross School keretében vezetési ismeretekből vizsgázott.

## Űrrepülések
- STS–39, a Discovery űrrepülőgép 12. repülésének küldetés specialistája. Egy űrszolgálata alatt összesen 8 napot, 7 órát, 22 percet és 21 másodpercet töltött a világűrben. 5 584 423 kilométert (3 470 000 mérföldet) repült, 134 alkalommal kerülte meg a Földet.
- STS–54, az Endeavour űrrepülőgép 3. repülésének pilótája. Pályairányba állították a TDRS–6 kommunikációs műholdat. Szerelési gyakorlatokat végeztek a Nemzetközi Űrállomás (ISS) építőelemeivel. Második űrszolgálata alatt összesen 5 napot, 23 órát és 38 percet (143 óra) töltött a világűrben. 4 000 000 kilométert (2 500 000 mérföldet) repült, 96 kerülte meg a Földet.
- STS–66, a Atlantis űrrepülőgép 13. repülésének parancsnoka. A legénység feladata volt az Atmospheric Laboratory for Applications and Sciences–3 (ATLAS–03) – légkörkutató program teljesítése. Egy űrszolgálata alatt összesen 10 napot, 22 órát és 34 percet (262 óra) töltött a világűrben. 7 330 226 kilométert (4 554 791 mérföldet) repült, 174 kerülte meg a Földet.